# Little Murder
Little Murder é um filme dirigido por Predrag Antonijevic do gênero drama lançado em 2011.

## Sinopse
Depois da passagem do furacão Katrina, em New Orleans, um fantasma de uma mulher pede ajuda à um detetive para identificar seu assassino.[carece de fontes?]

## Elenco
- Josh Lucas como Ben Chaney[1]
- Terrence Howard como Drag Hammerman[1]
- Lake Bell como Corey Little[1]
- Deborah Ann Woll como Molly[1]
- Bokeem Woodbine como Lipp[1]
- Noah Bean como Paul Marais[1]
- Cary Elwes como Barry Fitzgerald[1]
- Sharon Leal como Jennifer[1]
- Peter Jason como Chefe de Polícia[1]